# Колібрі-німфа меридський
Колі́брі-ні́мфа меридський (Heliangelus spencei) — вид серпокрильцеподібних птахів родини колібрієвих (Trochilidae). Ендемік Венесуели. Вид названий на честь британського ентомолога Вільяма Спенса. Раніше вважалися конспецифічними з аметистовим колібрі-німфою, однак був визнаний окремим видом.

## Опис
Довжина птаха становить 10-11 см. У самців верхня частина голови темно-зелена, верхня частина тіла зелена, блискуча, над дзьобом вузька блідо-блакитна пляма, за очима невеликі білі плями, скроні чорнуваті. На горлі і верхній частині грудей є блискуча пурпурова пляма, пера на ній мають рожеві краї. Ця пляма окаймлена знизу білою смугою. Решта нижньої частини тіла охриста або блідо-охриста, поцяткована округлими зеленими плямами. Центральні стернові пера темно-зелені, крайні стернові пера чорнуваті, іноді з блідими кінчиками. Дзьоб прямий, чорний.
У самиць чорнувата пляма на горлі менша, горло темно-бордова, пера на ньому мають білі і зелені краї. Нижня частина тіла більш охриста, пляма на ній менша. Забарвлення молодих птахів є подібне до забарвлення самиць.

## Поширення і екологія
Меридські колібрі-німфи мешкають в горах Кордильєра-де-Мерида в штаті Мерида на заході Венесуели. Вони живуть на чагарникових узліссях вологих гірських тропічних лісів, на порослих чагарниками лісових галявинах і на високогірних луках парамо. Зустрічаються на висоті від 1800 до 3600 м над рівнем моря. Ведуть переважно осілий спосіб життя.
Меридські колібрі-німфи живляться нектаром квітів, а також комахами, яких ловлять в польоті. Захищають кормові території, багаті на нектар. Шукають їжу на висоті до 6 м над землею. Гніздо чашоподібне, робиться з тонких рослинних волокон і моху, підвішується під листом, що закриває його від дощу. В кладці 2 яйця.